# 彼得·佩迪魯
彼得·佩迪魯（英語：Peter Pettigrew），暱稱蟲尾（英語：Wormtail），是J·K·羅琳筆下《哈利波特》系列小說裡的一位角色。作為葛來分多學院的學生，他是霍格華茲裡唯一一個已知非史萊哲林的食死人。佩迪魯跟詹姆·波特、天狼星·布萊克與雷木思·路平是在學時期的密友，儘管他是這群人當中最不聰明和最欠缺天賦的一個。佩迪魯經學習成為了一名化獸師，他能夠隨意把其身體變成老鼠。
離開霍格華茲後，佩迪魯成為了鳳凰會的成員以對抗佛地魔，他跟詹姆·波特與莉莉·波特交情要好。後來佩迪魯加入到佛地魔的陣營，並以自己的性命作為佛地魔於鳳凰會內的間諜。當波特夫婦知道他們的兒子哈利就是佛地魔的目標後，他們倆讓佩迪魯作為其守密人（Secret-Keeper），然而佩迪魯在後來背叛了詹姆和莉莉，並把兩人下落的秘密洩露並出賣給佛地魔，這一行為導致了詹姆和莉莉的死亡。後來天狼星向佩迪魯尋求報復，佩迪魯卻在對抗中謊稱天狼星殺害了波特一家並對他作出公開指責，並在對抗過程中讓12名麻瓜遇害。
佩迪魯在以化獸法把自己變成老鼠並逃脫之前把自己的食指切斷，從而陷害天狼星背叛波特一家，還有自己作為旁觀者的謀殺。儘管做過以上這些奸詐的行為，佩迪魯確實對自己的背叛感到某種程度的悔恨。後來佩迪魯被授予梅林勳章（似乎是追授的），並在接下來的12年裡躲藏起來。為了關注魔法世界的事情，佩迪魯把自己一直偽裝成褐鼠並作為衛斯理一家的寵物，被命名為斑斑（Scabbers）。
後來，在佛地魔重生後，佩迪魯回到佛地魔的陣營，為佛地魔效勞，並在最後死於佛地魔之手。
在《哈利波特系列電影》中，彼得·佩迪魯的角色由提莫西·史波飾演，而年輕版的佩迪魯則由查爾斯·休茲飾演。在電影《哈利波特－死神的聖物1》裡，佩迪魯並沒有如小說一樣於馬份莊園裡被自己的銀手勒死；相反，他被多比的咒語擊中並倒下了，以致目前其狀況是被驚呆了還是被殺仍是不詳。

## 相關情節

### 哈利·波特出生前
彼得·佩迪魯於霍格華茲在學期間，跟詹姆·波特、天狼星·布萊克與雷木思·路平組成四人組，他們分別以暱稱互通消息：月影（路平）、獸足（天狼星）、鹿角（波特）與蟲尾（佩迪魯）。佩迪魯跟他們三人一同製作了劫盜地圖。此外，佩迪魯在天狼星和詹姆的幫助下成為了化獸師，他能夠隨意把其身體變成老鼠，讓路平於變身成為狼人期間提供協助。
從霍格華茲畢業後，佩迪魯跟波特等人一同加入鳳凰會以對抗佛地魔，天狼星曾建議夫婦讓跟他們交情要好的佩迪魯作為波特一家守密人（Secret-Keeper），因為他不相信佛地魔會懷疑像佩迪魯般「軟弱無能的東西」。後來佩迪魯加入到佛地魔的陣營，並以自己的性命作為佛地魔於鳳凰會內的間諜。當波特夫婦知道他們的兒子哈利就是佛地魔的目標時，波特夫婦二人讓佩迪魯作為其守密人，然而佩迪魯在後來背叛了波特夫婦，並以其家庭保密人的身份把波特夫婦的下落洩露並出賣給佛地魔，導致詹姆與莉莉被殺害（而且具諷刺意味的是佛地魔幾乎毀滅）。
當推薦佩迪魯擔當守密人的天狼星向他復仇之時，佩迪魯於兩人的對抗過程中謊稱天狼星殺害了波特一家，並公開指責天狼星殺害了波特一家，還有自己作為旁觀者的謀殺。佩迪魯其後把一條街毀掉了，導致12名麻瓜遇害。佩迪魯以化獸法把自己變成老鼠之前把自己的食指切斷，從而陷害天狼星背叛波特一家，還有自己作為旁觀者的謀殺。後來佩迪魯獲授予梅林勳章（似乎是追授的），並在接下來的12年裡不得不躲藏起來。為了關注魔法世界的事情，佩迪魯把自己偽裝成為褐鼠並躲於衛斯理家，牠首先是成為派西·衛斯理的寵物，後來成為了榮恩·衛斯理的寵物，並且被命名為斑斑（Scabbers）。
儘管做過以上這些奸詐的行為，佩迪魯確實對自己的背叛感到某種程度的悔恨。

### 阿兹卡班的逃犯
佩迪魯以斑斑（Scabbers）的身份出現於首兩輯小說及電影中，牠躲在衛斯理家生活了13年，先後作為派西·衛斯理的寵物，後來成為了榮恩·衛斯理的寵物，其真實身份直到《阿兹卡班的逃犯》才被揭露出來：當天狼星在阿茲卡班入獄了13年後，他從《預言家日報》上看到衛斯理一家於中獎後到埃及旅遊的照片，天狼星立刻便認出了佩迪魯的化獸師形態，於是他便越獄來對佩迪魯展開追捕行動。
當兩人在尖叫屋裡對峙的時候，天狼星跟路平迫使斑斑恢復其人類的形態。佩迪魯承認其背叛行為，聲稱這樣做只是為了挽救自己的性命。正當天狼星和路平即將復仇之際，哈利請求天狼星把佩迪魯交給魔法部，以證明天狼星的清白。當路平轉變為狼人時，佩迪魯在被帶出尖叫屋的時候逃脫。由於佩迪魯的身分與惡行敗露了，他不得不踏上逃亡之旅。
哈利仁慈的行為導致佩迪魯欠下他一生的債，而佩迪魯事實上對哈利饒他一命表示感謝。這就是當佛地魔在下一集小說及電影中希望以哈利的血來恢復其肉身時，佩迪魯試圖說服佛地魔利用另一個巫師的血之背後的原因。

### 火盃的考驗
佩迪魯在這輯小說及電影中回到佛地魔身邊為他效勞，在阿爾巴尼亞的森林裡尋找到失去肉體的佛地魔，並協助他回到一個虛弱的嬰兒身體上。佩迪魯綁架了一位名叫柏莎·喬金斯的魔法部員工，她能夠向佛地魔提供有價值的信息。佩迪魯跟小巴堤·柯羅奇合力擊敗瘋眼穆敵，並設置在小說及電影中的事件。
在該小說及電影的高潮對決中，佩迪魯在佛地魔進行復活儀式時按照其命令以索命咒把西追·迪哥里殺害，以釀製使佛地魔復活的複合魔藥，並自願獻上其作為僕人的血肉——他的右手——作為其中一種成分。佩迪魯那缺失了的右手，獲得剛復活回到實體形態的佛地魔，以一隻擁有五根完整手指並擁有強大力量的銀手來賞賜並取代它。

### 死神的聖物
在《混血王子的背叛》中，賽佛勒斯·石內卜把佩迪魯視為僕人。
在《死神的聖物》中，佩迪魯的任務是位於馬份莊園地窖裡看守著被囚禁的人。當哈利與榮恩被關在那裡時，佩迪魯對被囚禁的人進行檢查並受到攻擊。佩迪魯開始以其銀手把哈利勒死，但當哈利提醒他指自己曾經救他一命時，佩迪魯猶豫了片刻。由於佩迪魯對哈利存有一絲憐憫而猶豫了片刻，因此遭到佛地魔賜予他的銀手反撲把他自己勒斃，作為對他那一刻的憐憫的懲罰。佩迪魯因此帶著對波特夫婦的愧疚而亡。

## 電影

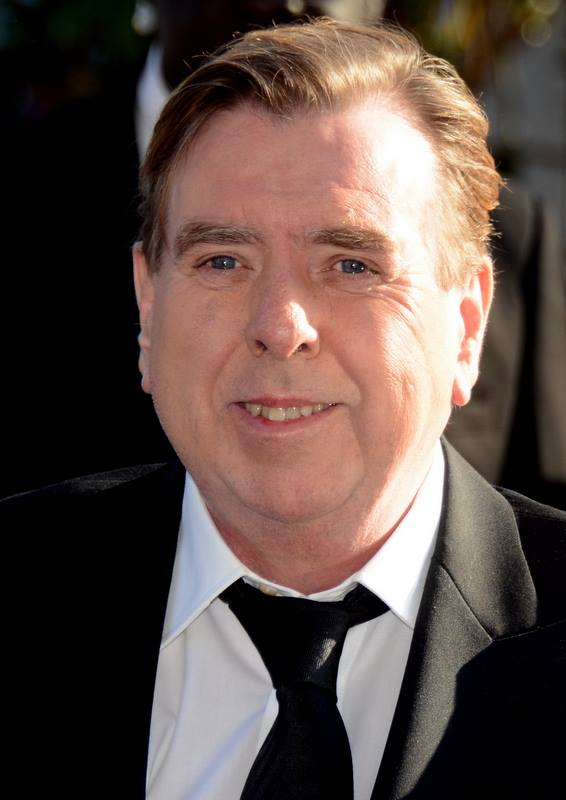
飾演彼得·佩迪魯的演員提莫西·史波。

在《哈利波特：阿茲卡班的逃犯》（2004年）、《哈利波特：火盃的考驗》（2005年）、《哈利波特：鳳凰會的密令》（2007年）、《哈利波特：混血王子的背叛》（2009年）、《哈利波特：死神的聖物Ⅰ》（2010年）及《哈利波特：死神的聖物Ⅱ》（2011年）中，彼得·佩迪魯一角由提莫西·史波飾演。史波表示，「這是我演過最小的一個角色，但我最常被人提及的名字就只是這個變成老鼠的傢伙」:114。在《哈利波特：鳳凰會的密令》裡，年輕版的佩迪魯由查爾斯·休茲飾演。此外，在《哈利波特：死神的聖物Ⅰ》中，佩迪魯並沒有被佛地魔賦予他的銀手掐死，而是被多比打敗，是生是死並未有詳述說明。

## 評價
佩迪魯在鳳凰會與佛地魔陣營中的評價都很低。雖然在《哈利波特－火盃的考驗》中，佩迪魯對佛地魔的復活做出了重大貢獻，但佛地魔仍批評他「既無才能也無忠誠」，從不交付重要任務讓佩迪魯進行。鳳凰會時代，天狼星把波特夫婦藏身處守密人的重要任務交付給佩迪魯的理由是「食死人絕不會想到鳳凰會會把如此重要的任務交付給佩迪魯」。電影版演員司伯表示，「佩迪魯非常狡猾，他利用他的缺陷和脆弱讓別人相信他遭受不公，但他確實有些真正脆弱的地方。我們都遇過類似令人鄙視和感到遺憾的人，我認為他就是其中之一」:114。IGN的喬·尤塔西（Joe Utichi）將彼得·佩迪魯排在「十大《哈利波特》角色」名單中的第十名。

## 其他
佩迪魯的樂高人偶出現在編號4756（2004年上市）、4766（2005年上市）和75965（2019年上市）的樂高盒組中。